# Mongólia földrajza
Mongólia földrajza az Ázsia központi részén, Oroszország és Kína között elterülő, 1 565 000 km² területű ország természeti és társadalmi térbeli rendszereinek tudománya. Az ország egész területe magasföld, fennsíkok és hegyvidékek alkotják. Átlagos tengerszint feletti magassága 1580 méter.
Mongóliát északon a Szajánok és a Tannu-ola, délnyugati részén pedig a Mongol- és a Góbi-Altaj vonulatai veszik közre. Az ország belsejében szigetszerűen emelkedik ki a Hangáj-hegység, majd keletebbre a Hentij-hegység. Tőlük északra a csapadék évi 200–300 mm. Ez a hideg, kontinentális éghajlati viszonyok között elegendő a gesztenyebarna mezőségi talaj és a szyeppi növényzet létezéséhez. Édesvizű tavak is kialakultak, valamint a hegységekben bővizű folyók erednek, körülöttük ligetes facsoportok is élnek. A déli-délkeleti országrész azonban félsivatagi jellegű, a szórványos nyári záporai csak évi 100–150 mm csapadékot hoznak. A Góbi lefolyástalan fennsíkján hatalmas kő- és homoksivatagok terülnek el.

## Elhelyezkedése, szélső földrajzi pontjai
Mongólia Ázsia központi részén, Oroszország szibériai része és Kína között helyezkedik el. Hegyvidéki ország, legmagasabb pontja Hujtun-csúcs (4374 méter) az Altaj-hegységben, a kínai–mongol–orosz hármashatár közelében található; legmélyebb pontja az ország északkeleti sarkában található Hoh Nur-tó 560 méter tengerszint feletti magassággal. Határainak hossza 8220 kilométer, ebből 4677 kilométer Kínára, 3543 kilométer Oroszországra esik.

## Geológia
Mongólia felszínét az archaikumban és a paleozoikumban képződött, az utóbbi kor végére lepusztult, majd később több fázisban összetöredezett és újra kiemelkedett tönkfelszínek, röghegységek vonulatai, és a köztük elterülő, szárazföldi eredetű vastag törmelékkel kitöltött medencék és magasföldek alkotják. Geológiai felépítésében a metamorf kőzetek a legjelentősebbek. Ezek között a legidősebbek 2,6-2,8 milliárd évesek. Mellettük gyakoriak a magmás kőzetek is, melyek főleg intruzív eredetűek, de jelentős a vulkanitok előfordulása is. Ez a fiatal törésekhez kapcsolódó magmás tevékenység valószínűleg összefügg a Bajkál-tó törésvonalának közelségével. Ezek a képződmények gyakran szigethegyekként emelkednek ki a környező fiatalabb törmeléktakaróból. Mongólia geológiájának érdekessége, hogy a mezozoikumból és a kainozoikumból származó tengeri üledékek az ország területén alig lelhetők fel, azaz a felszín minden bizonnyal szárazulat már mintegy 300 millió éve.

## Domborzat
Mongólia láncos röghegységei közül a legmagasabbra a nyugaton az Altajból eredő, főleg glaciális formákból álló Mongol-Altaj csúcsai emelkednek, közülük a legmagasabb az orosz–mongol–kínai hármashatárnál lévő Hujtun- (vagy Tavan-Bogd) csúcs (4653 m). Délkelet felé kissé alacsonyodik, de még keleti végén is található 3700 m feletti csúcs. Erősen szabdalt párhuzamos láncait a pleisztocénban nagy kiterjedésű jégtakaró fedte be, és még ma is igen sok kisebb gleccser ereszkedik le róla. Folytatása, a Góbi-Altaj átlagosan már jóval alacsonyabb, de legmagasabb csúcsa az északi peremén eléri a 3957 m-t (Bogd-úl). Kelet felé a Góbi-Altaj szigethegyek sorozatára szakadozik, majd fokozatosan a Góbi-sivatag törmelékfelszíne alá süllyed. A hegységtől délre fekvő mezozoikumi, főleg kréta-kori rétegekben dinoszauruszok világhírű leleteit találták meg.
A Mongol-Altajtól keletre 2000–3000 méteres rögök és köztes medencék sorozata következik. Ez utóbbiakban számos változó felszínű sós tó található. A minimális csapadék miatt ez az egész terület sós mocsarakkal, sósivatagokkal, barkánokkal tarkított táj. Ez a világon a legészakibb mérsékelt övezeti sivatag (é. sz. 50°).
Keletebbre a Mongol-Altaj utáni medencék sorából a variszcidákhoz tartozó Hangáj-hegység nyugat-keleti csapásirányú, mintegy 700 km hosszú vonulata emelkedik ki. Legmagasabb pontja az Otgontenger hegy (4008 m). Főleg a glaciális és periglaciális formák jellemzik, de sokfelé a fiatal vulkánosság jelei is mutatkoznak. Szurdokvölgyekkel tagolt gerincein csak északon jelennek meg kis erdőfoltok. A hegység északi peremvidéke már lefolyásos a Jeges-tenger felé, itt ered a Bajkálba tartó Szelenga és mellékfolyója is, az Orhon.
Az egykori vulkánosság legjellegzetesebb maradványai a Terhijn-gol folyócska völgyét övező területen figyelhetők meg. A 2000 métert meghaladó fiatal, pleisztocén kori bazaltkúpok és lávafolyások vulkáni övezetében egy helyen a láva egy patakot elgátolva közel 60 km hosszú tavat hozott létre. A terület érdekességei a lávaalagutak és hornitók, azaz méteres nagyságrendű, belül üres félgömb formájú képződmények, amiket itt „kőjurtáknak” neveznek. A Szelenga és az Orbon közötti hegyvidéken is találhatók körülbelül 2000 m magas, eredeti formájukat őrző vulkánok.
Keletre haladva az egykori Kaledóniai-hegységrendszerhez sorolható Hentij-hegység következik, 2800 méter körüli csúcsokkal, de egészében viszonylag alacsony tönkrögökkel. A táj az ország gazdaságilag fontos központi vidéke, a hegység lábainál fekszik a főváros, Ulanbator is. A hegyoldalakat tajga borítja. A hegység peremei ősmasszívumdarabok és mezozoikumi gránitintrúziók is előbukkannak. A hullámos felszínű tájon badlandek, mocsarak és szódás tavak fordulnak elő.
Mongólia déli-délkeleti részén kezdődik, majd Kína területén folytatódik a Góbi, amelynek zöme füves puszta és félsivatag, de egyes részei igazi kő- vagy homoksivatagok.

## Vízrajza

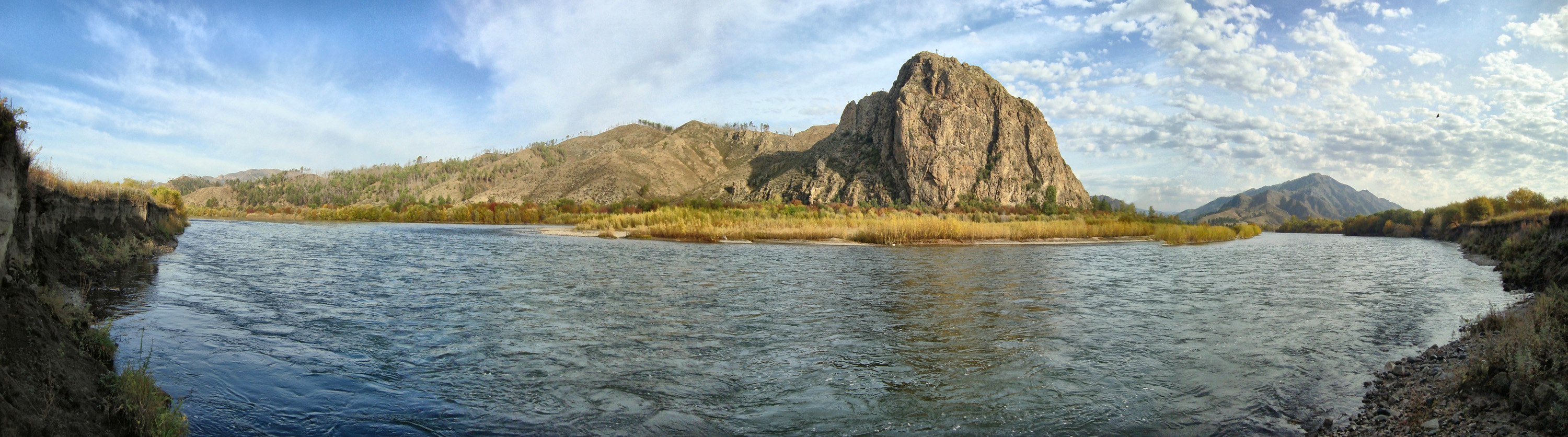
A Szelenga folyó

Mongólia területének nagyobb részét magas hegységekkel közbezárt, száraz éghajlatú medencék teszik ki, ezek túlnyomórészt lefolyástalanok. A magas peremhegységekről a medencék felé folyó vizek végül általában eltűnnek a törmeléktakaróban vagy kisebb-nagyobb sós tavakat táplálnak.
Az ország külső részein azonban néhány nagyobb folyó is kialakult. Északon a Szelenga vizei a Bajkál-tóba, illetve azon át a Jeges-tengerbe tartanak. A Hentij-hegység nyugati felének vízfolyásai a Szelengába, keleti oldalának vizei pedig az Onon folyón át az Amurba jutnak, így ez a hegység kontinentális vízválasztó a Jeges-tenger és a Csendes-óceán vízgyűjtő területe között. A Hentij-hegység déli oldalán találhatók Mongólia leghosszabb folyója, az 1264 km hosszú Kerülen forrásai. A folyó  kelet-északkeletre haladva végül az 539 m magasan fekvő, változó területű (1100–1800 km²) sekély Hulun-tóba (Huiun-núr, más néven Dalaj-nór) torkollik. A tó lefolyástalan, de rendkívül magas vízállás esetén vize egy 20 km körüli „túlfolyó” medren át az Arguny folyóba, és ezen keresztül az Amurba jut, ezért egyes földrajzi munkák az Amur teljes hosszát a Kerülen forrásától számítják.
A Hangáj-hegység északi oldalán, 1645 m magasan található a 2620 km² területű, 238 m mély, a Szelenga felé lefolyásos Hövszgöl-tó (Hövszgöl-núr, Hubszugul). A tó már a Bajkál-tó törésövének árkában fekszik, ezt mutatja jelentős mélysége és a tavat övező fiatal vulkáni képződmények és a hévforrások sokasága is.
A Mongol-Altajtól keletre fekvő medencékben nagy sós tavak alakultak ki. Köztük a legnagyobb a 759 m magasan fekvő, erősen sós Uvsz-tó (Uvsz-núr, 3350 km²), a Hjargasz-tó (Hjargasz- vagy Kirgiz-núr, 1360 km²) pedig 30%-ot meghaladó sótartalmával Földünk egyik legsósabb tava.

## Éghajlata

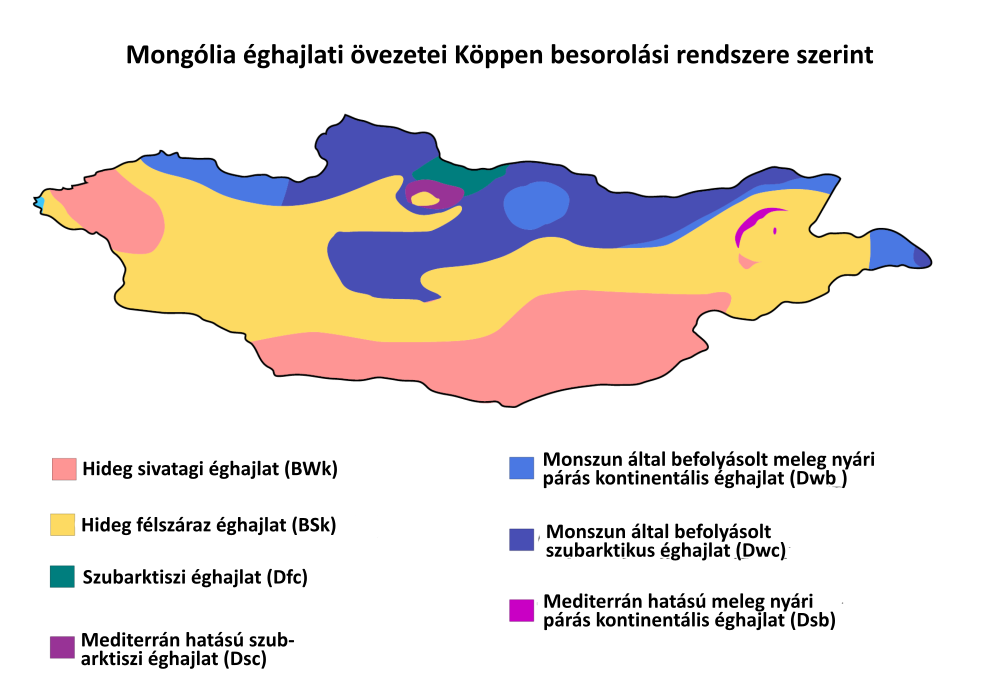
Mongólia éghajlati térképe Köppen rendszere szerint

Mongóliát szélsőségesen kontinentális, nagyobb részben hideg mérsékelt éghajlat, legészakibb részén már szubpoláris klíma jellemzi, helyenként permafroszttal. A tél kemény, a januári középhőmérséklet –12 °C és –32 °C között van, a nyár meleg, a tengerszint feletti magasság függvényében 17–26 °C közötti júliusi középhőmérséklettel. Az évi abszolút hőingadozás eléri a 90 °C-t, és az erős nappali besugárzás és éjszakai kisugárzás miatt a napi ingadozás is óriási lehet, az éjszakai –25 fokot nappali +20 fok követheti. Gyakoriak a porviharok, amikor a szelek rengeteg finom törmeléket szállítanak dél-délkelet felé, és az eget szinte borulttá teszik.
Az éves csapadék délnyugaton nem éri el a 100 mm-t sem, csak északnyugaton emelkedik 250 mm fölé; 80-90%-a a nyári hónapokban esik.  Az első hó már szeptemberben megérkezhet, de jelentős hótakaró alig alakul ki.

## Élővilága

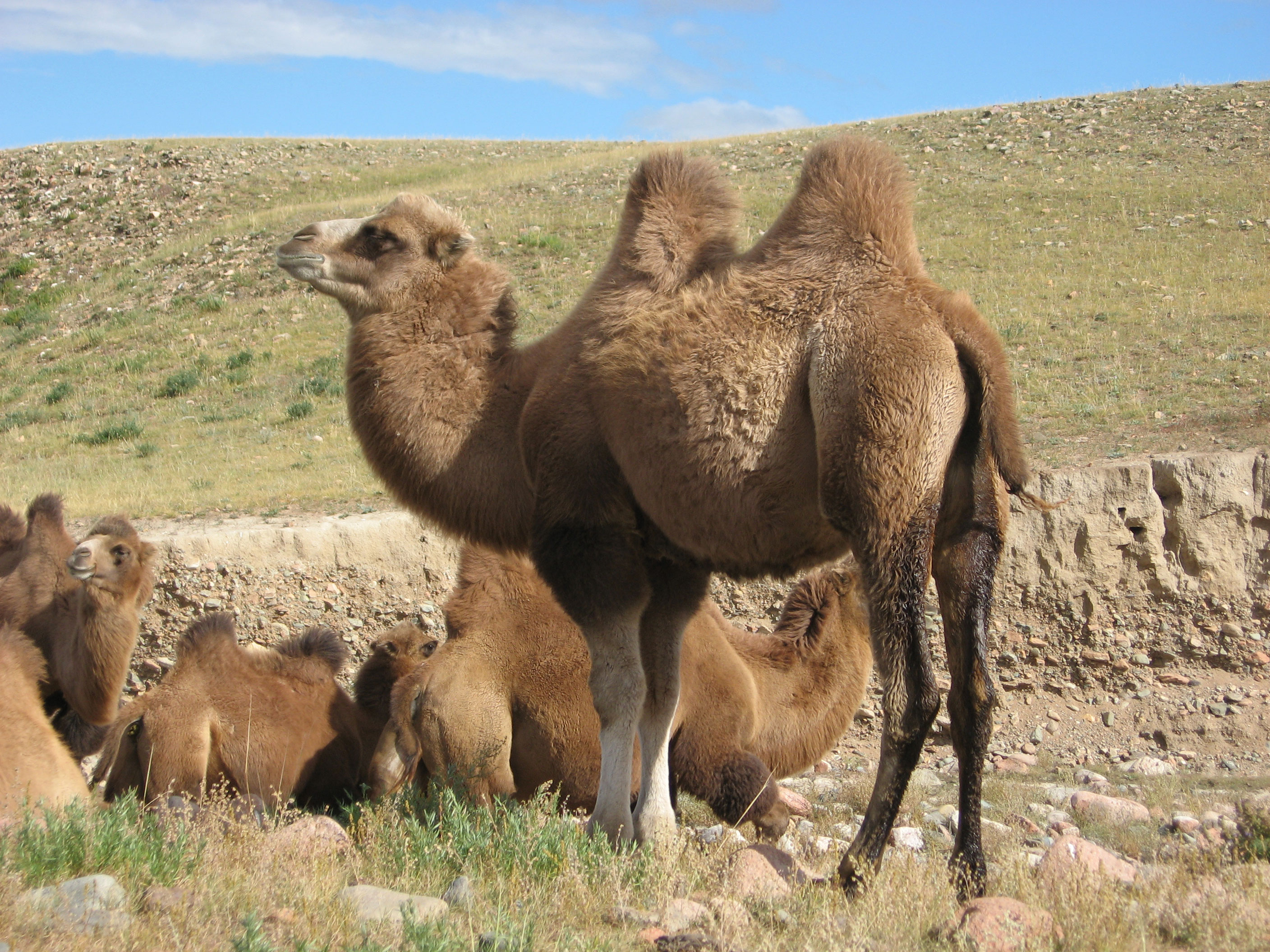
Tevék Mongóliában

A szélsőséges éghajlat miatt Mongólia hatalmas térségeiben csak gyér növénytakaró él meg. A csapadék eloszlásától függően száraz füves puszták, félsivatagok és sivatagok váltják egymást. Fő növényei az ürömfélék, kakukkfű- és árvalányhajfajok, valamint a szakszaul. Ez a helyi viszonyok között igen fontos növény rendkívül lassan növekszik, 200–300 év alatt ér csak el 1–2 m-es magasságot és derékvastagságot. Faanyaga magasabb fűtőértékű a barnaszénnél is.
Nagyobb erdőségek csak a tajgaövezetben, a nagy hegységek északi oldalán fordulnak elő, ezek fő fafajtái a vörös-, cirbolya- és lucfenyők. Az oázisokban nyárfaerdők találhatók, a lefolyástalan, mocsaras medencékben pedig mocsári vagy sziki növényzet él. Az ország fajtákban szegény vadon élő állatvilágát főleg antilop- és szarvasfélék, (köztük a szajga vagy tatárantilop), tevék, farkasok, prémes állatok és rágcsálók (mint a mormoták, ugróegerek) alkotják; a vadlovak megritkultak.

## Társadalmi földrajz

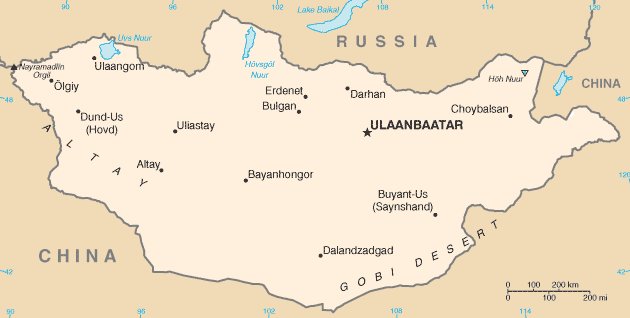
Mongólia városainak elhelyezkedése

### Lakosság

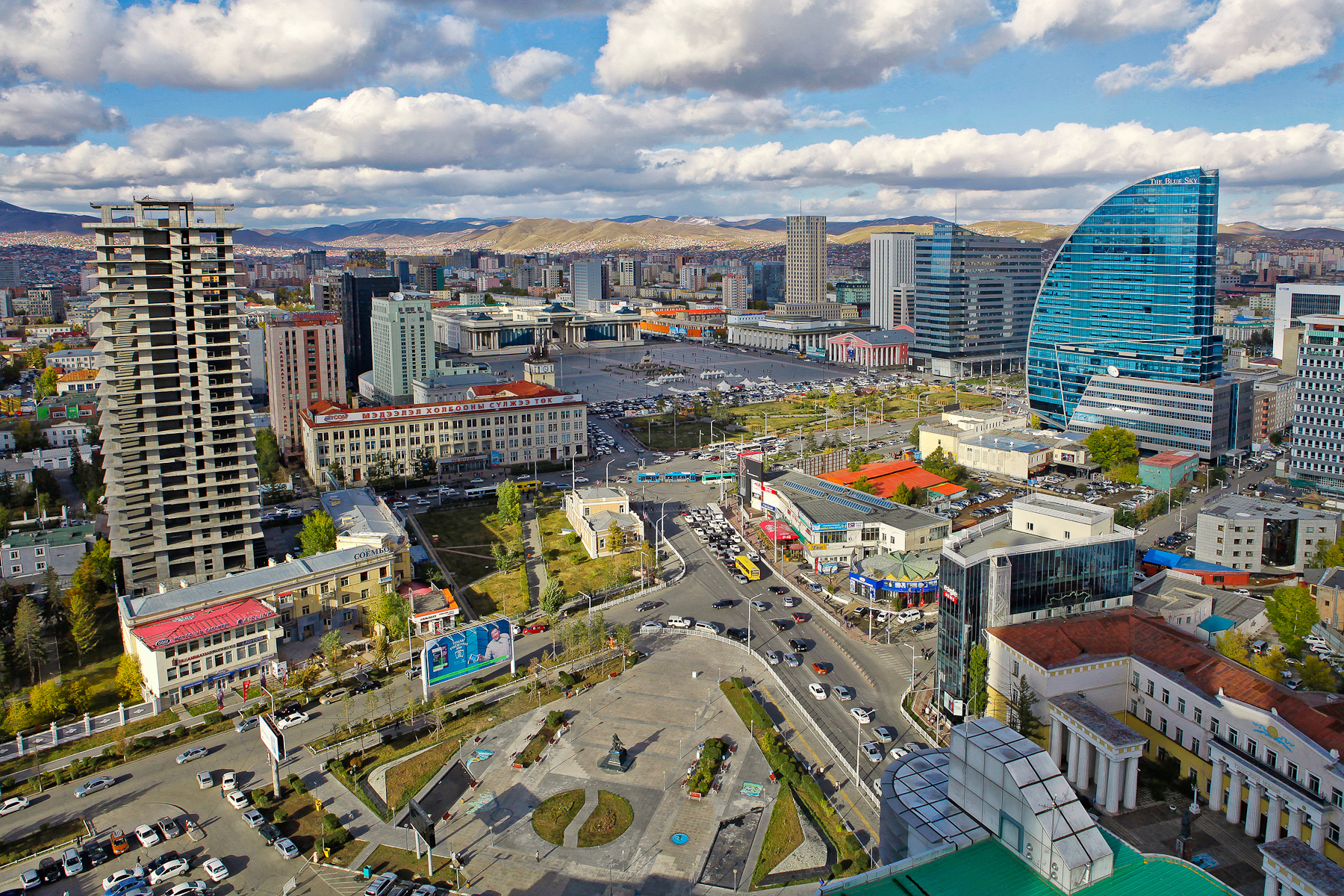
Ulánbátor belvárosa (2015)

Az ország ritka  (1,5 fő/km²) lakossága (2,4 millió fő) etnikailag meglehetősen egységes, 90%-uk mongol, főleg halha-mongol. Kívülük nyugaton kazakok, északon burjátok, a városokban oroszok élnek az országban. A 21. században az ország lakosságának már mintegy kétharmada városlakó. A városok arculatát alapját még mindig a szovjet mintájú lakótelepek és középületek, valamint a közöttük és a városok szélén fekvő fehér jurtanegyedek adják meg, de szaporodnak a modern építkezések is.

### Mezőgazdaság

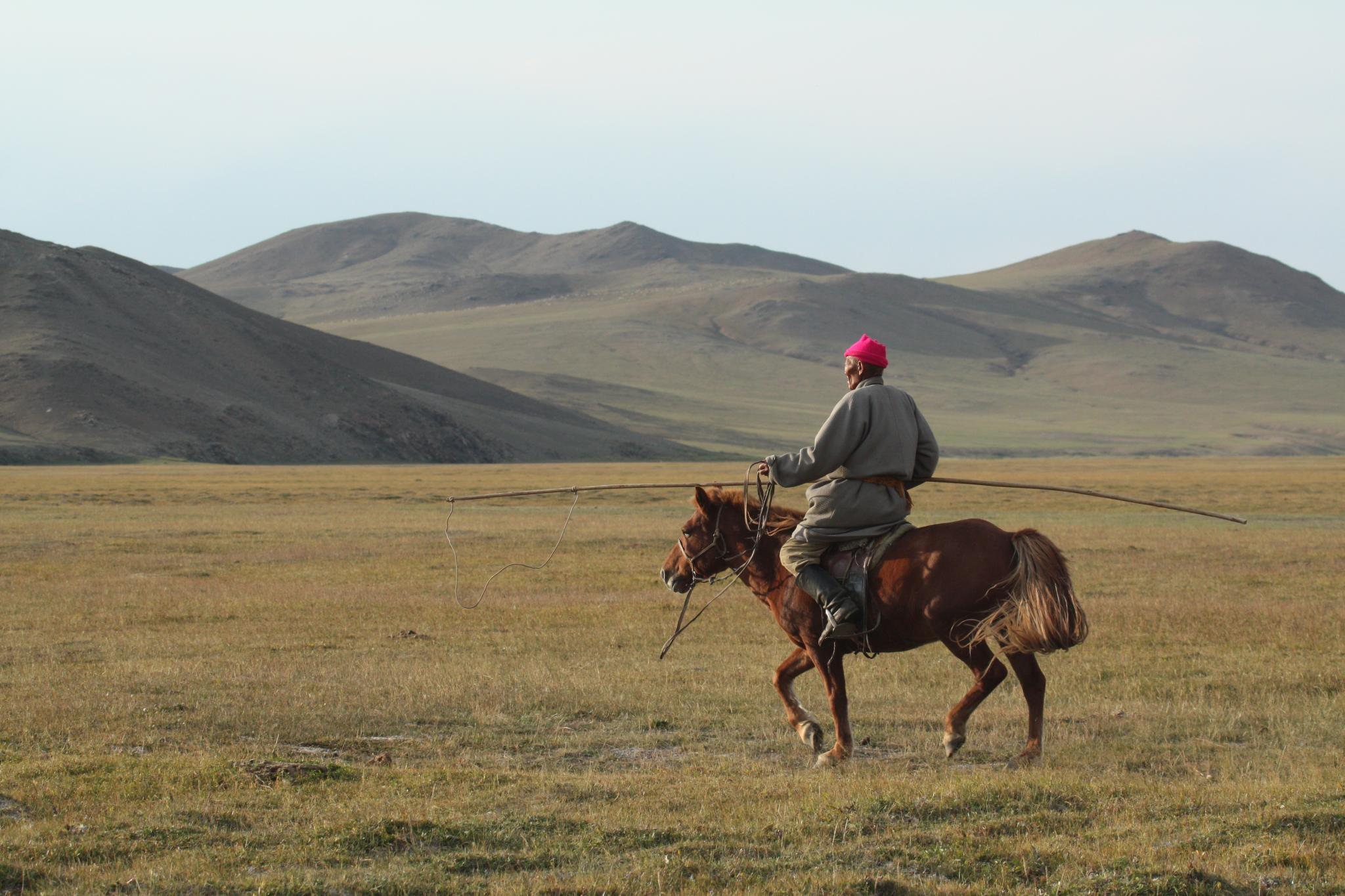
Mongol lovaspásztor (2010)

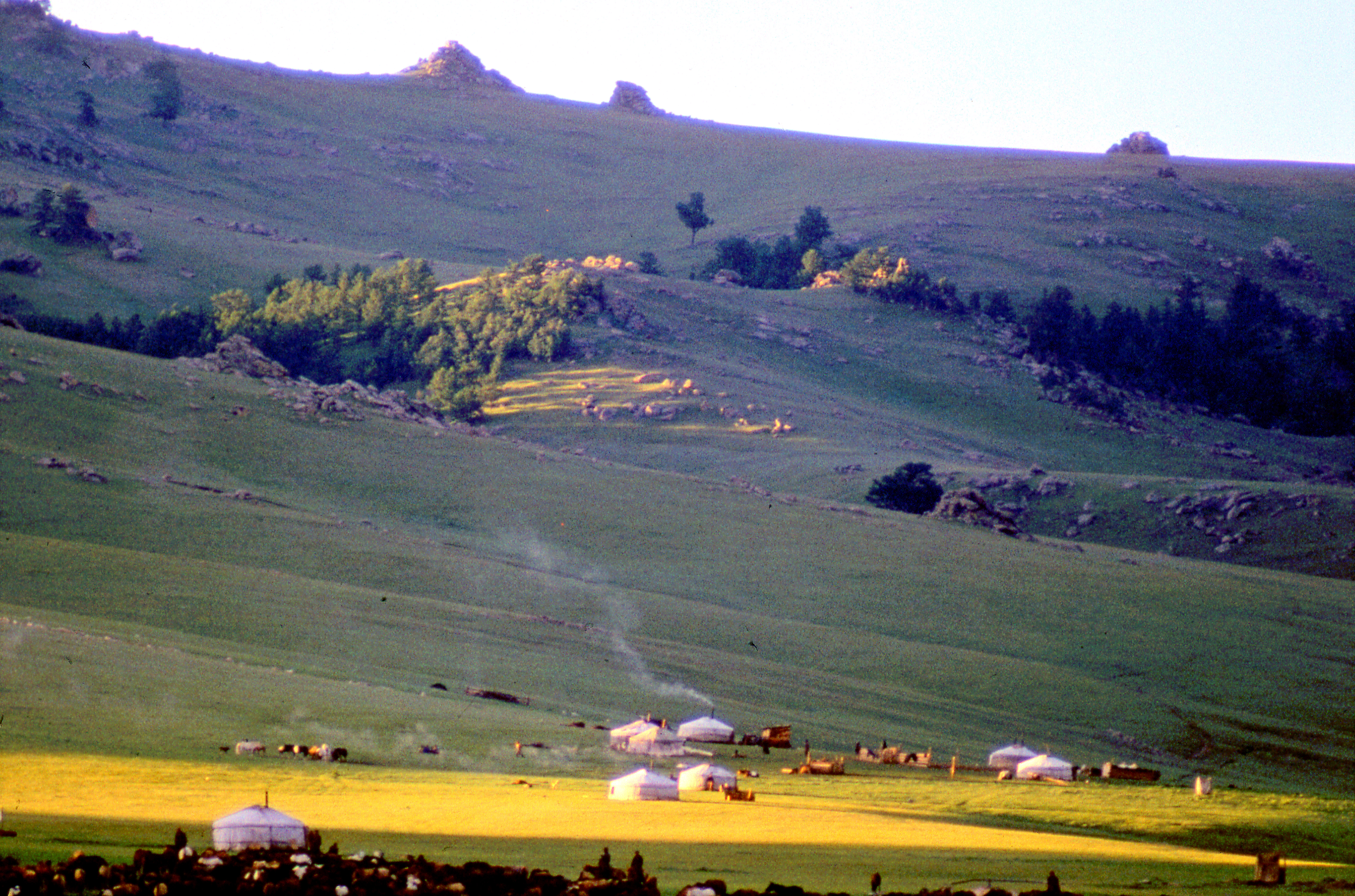
Táj jurtákkal

A fő gazdasági ágazat ma is az óriási területeken folytatott nomadizáló állattenyésztés. Az ezer lakosra jutó állatállomány aránya igen magas, Ázsiában az első helyen áll. A 3 milliós nagyságrendű szarvasmarha-tenyésztés a Hangáj-hegység dús legelőin virágzik, míg a juh (14 mó.) és a kecske (17 mó.) országszerte elterjedt. Dél felé az állatsűrűség dél felé a csapadékkal arányosan csökken; a gyenge legelőkön a nyájaknak egyre nagyobb területre van szükségük. Az egyik legfontosabb haszonállat a ló (2,4 millió); a pásztorok lóhátról terelik az állatokat; a lóhús, a kancatej és a belőle készült italok fontos népélelmezési cikket jelentenek. A kétpúpú tevét (0,4 millió) is mind a mai napig alkalmazzák a teherszállításban. A rendszerváltásig a pásztorcsaládokat nagy szövetkezetekbe tömörítették, ezek a 90-es évek elején felbomlottak, helyükbe önkéntes társulások vagy nagycsaládi vállalkozások léptek. A vándorló életformához illik a jurta, ami a 21. században is a lakosság nagy részének az állandó lakhelye.
A mező- és erdőgazdaság a klimatikus viszonyok miatt csekély jelentőségű. Az erdőterület aránya alig 10%,a szántóföldeké pedig 1% alatt marad. A középső és északi országrészben található művelhető területek 4/5-ét tavaszi búza foglalja el, emellett takarmánynövényeket termesztenek. A mongolok körében a földművelésnek nincsenek hagyományai, a rendszerváltás előtt a szántóföldeket művelték, ezek aztán részvénytársasággá alakultak át.

### Ipar
Az ipar aránya a foglalkoztatási szerkezetben a mezőgazdaságéhoz hasonló, de termelési érték szerint természetesen az iparé az elsőség. A legfontosabb iparágak az állattenyésztés termékeinek feldolgozására jöttek létre (hús- és tejfeldolgozás, bőrkikészítés, gyapjúszövés), ezek késztermékeiből exportra is jut. A fővárosban összpontosul a gyáripar 9/10-e, részben a közeli szénbányákra épülve. Darhan városa is főleg a széntelepeknek köszönheti iparosodását, itt acélmű, cementgyár és fűrésztelepek is működnek. A város vízellátását a Szelenga legnagyobb mellékfolyója, az Orhon biztosítja.
Az energiatermelés alapja a számos helyen bányászott fekete- és barnaszén (6–50 millió tonna/év). Mongólia birtokolja a világ ismert szénkészletének 10̥%-át. A geológiai kutatások több helyen találtak kiaknázható szénhidrogén-készleteket.
Az ásványi nyersanyagok, főleg a színesfémek érveinek kitermelése az országban nemzetközileg is jelentős. Az ország kivitelének közel fele Erdenet környékén fellelt, ázsiai viszonylatban kiemelkedő mennyiségű réz- és molibdénérc adja. A lelőhelyre 1973-ban kezdtek építkezni a KGST országainak összefogásával, a felszíni művelésű bánya, a hozzá csatlakozó dúsítómű és vasútvonal 1981-ben nyílt meg.

### Közlekedés
Az ország belső közlekedésében a legfontosabbak a 20. század dereka óta széles körben használt terepjáró autók, de a belső légiforgalom is jelentős. A nemzetközi kapcsolatok gerince a transzszibériai vasútvonalnak a Mongóliát átszelő, Peking felé tartó leágazása. Ezen fekszik a főváros, Ulánbátor is az ország közepe táján.  A keleti országrész központja, Csojbalszan saját szárnyvonallal kapcsolódik az oroszországi vasúthálózathoz.
A kereskedelmi kapcsolatok az országot leginkább továbbra is Oroszországhoz és Kínához fűzik, de érzékelhető a japán beruházási tevékenység is.